# Јеретици Дине
Јеретици Дине (енгл. Heretics of Dune) је научнофантастични роман из 1984. године, америчког писца Френка Херберта, који представља пети од шест романа његовог серијала Дина. The New York Times га је рангирао као 13. најпродаванију фикцијску књигу 1984. године.

## Радња
Много тога се променило за миленијум и по од смрти божанског цара. Пешчани црви су се поново појавили на Аракису (сада познатом као Ракис), од којих сваки садржи фрагмент свести божанског цара, и обновили ток све-важног зачина меланжа у галаксији. Са Летовом смрћу, сложени економски систем изграђен на зачину се урушио, што је резултовало периодом глади током ког су билиони људи напустили познати свемир у великом Раштркавању. Нова цивилизација се уздигла, са три доминантне силе: Иксијанцима, чији су не-бродови способни за управљање на међузвезданим путовањима и невидљиви су за спољну детекцију; Бене Тлеилаксима, који су научили да производе зачин у својим акслотл резервоарима и који су створили нову врсту лицеиграча; и Бенегесериткињама, матријархалним редом суптилних политичких манипулаторки које поседују надљудске способности. Међутим, људи из Раштркавања се враћају са својим посебним моћима. Најмоћније од ових снага су Уважене матере, насилно друштво жена које су одгајане и обучене за борбу и сексуалну контролу мушкараца.
На Ракису је откривена девојчица која може да контролише џиновске пешчане црве по имену Шијана (касније се сазнаје да је она потомак Сионе из претходног романа). Бенегесериткиње намеравају да искористе голу Данкана Ајдаха коју су обезбедили Тлеилакси да би стекле контролу над Шијаном и религиозним снагама човечанства за које знају да ће је на крају обожавати. Тлеилакси су изменили голу да би довели његове физичке рефлексе до савремених стандарда. Тараза, врховна часна мајка Бенегесериткиња, доводи Мајлса Тега (који је такође потомак Сионе) да чува новог Ајдаха. Тараза такође шаље часну мајку Дарви Одреида да преузме команду над Бенегесериткињама на Ракису. Одреида је својеглава; она се не повинује уобичајеним забранама Бенегесериткињама о љубави, а такође је и Тегова биолошка ћерка. Бенегесеритску утискивачицу Лусилу (још једног Сиониног потомка) такође је послала Тараза да својим сексуалним способностима осигура Ајдахову лојалност сестринству. Међутим, Лусила мора да се позабави часном мајком Швангју, шефом пројекта са голом, али и вођом фракције унутар Бенегесериткиња која осећа да су голе опасност.
Изнад планете Гаму (раније познате као Гиди Прајм), Тараза је заробљена и држана као талац од стране Уважених матера на иксијанском не-броду. Уважене матере инсистирају да Тараза позове Тега на брод, у нади да ће преузети контролу над пројектом са голом. Тег успева да преокрене ситуацију и спасава часну мајку и њену пратњу. Касније бива извршен напад на Шијану на Ракису, који је спречен интервенцијом Бенегесериткиња. Одреида почиње да тренира Шијану као Бенегесериткињу. Отприлике у исто време почињен је покушај убиства Ајдаха, али Тег је успео да га спречи. Тег бежи са Данканом и Лусилом изван града. У древној харконенској не-кугли, Тег наставља да буди Ајдахова оригинална сећања, али то чини пре него што Лусила успе да утисне Данкана и тако га веже за сестринство. У међувремену, Тараза је послала свог поузданог генерала Бурзмалија да тражи Тега и његову дружину, који коначно успоставља контакт са Тегом, његовим бившим ментором. Међутим, током операције спасавања Тег и његови сапутници упадају у заседу. Тег је заробљен, док Лусила и Ајдахо успевају да побегну. Тега мучи Т-сонда, али под притиском открива нове способности: драстично повећане физичке моћи и неизвесну врсту претсказивања, коју користи да лако побегне. У исто време, Ајдахо је ухваћен у заседи и узет за таоца.
Тараза договара састанак са Вафом, господарем Тлеилакса, који је убрзо приморан да јој каже шта он зна о Уваженим матерама. Када је притиснут по питању Ајдаха, он такође признаје да су Тлеилакси условили своју агенду у њега. Како се састанак ближи крају, Тараза случајно наслућује да је Ваф припадник Зенсуни уверења, што даје Бенегесериткињама полугу да разумеју свог древног конкурента. Она и Одреида се поново срећу са Вафом на Ракису. Он покушава да убије Таразу, али Одреида га убеђује да сестринство дели верска уверења Бене Тлеилакса. Тараза нуди пун савез са њима против напада снага из Раштркавања. Овај споразум изазива констернацију међу Бенегесериткињама, али Одреида схвата да је Таразин план да уништи Ракис. Уништавањем планете, Бенегесериткиње би зависиле од Тлеилакса за зачин, осигуравајући савез.
Лусила стиже у сигурну кућу Бенегесериткиња и открива да ју је преузела млада Уважена матера по имену Мурбела, која је делимично потчинила Ајдаха. Након што је поражена у брзој борби, Мурбела претпоставља да је Лусила заправо Велика Уважена матера и дозвољава њој и Бурзмалију да гледају кроз прозор закључане собе док она завршава сексуално поробљавање голе. Међутим, подстакнут скривеном Тлеилакс кондицијом, Данкан одговара једнаком техником, оном која савладава Мурбелу; ово искуство враћа у њему целокупна сећања из свих стотина претходних Ајдахо гола. Запањена и исцрпљена, Мурбела схвата да је тај човек гола за којим су упозорене да трагају, и откључава врата собе како би јој Лусила помогла да га убије. Међутим, Лусила каже: „Нећемо никога убити. Овај гола иде Ракис.”
Уважене матере нападају Ракис, убијајући Таразу. Одреида постаје привремена врховна часна мајка пре него што побегне са Шијаном у пустињу на џиновском црву. Тег такође одлази у наводну сигурну кућу, само да би открио Уважене матере. Он се ослобађа из овог комплекса и открива да му његове моћи предвиђања омогућавају да „види” заштићене не-бродове; заробљава једног и лоцира Данкана и Лусилу. Одведени су на Ракис са њим и Мурбелом као таоцем. Када стигну, Тег пресреће Одреиду, Шијану и њиховог пешчаног црва, пошто је видео Таразин главни план са његовом новом визијом. Он их све укрцава у свој не-брод, те води своје трупе на последњу самоубилачку одбрану Ракиса, осмишљену да привуче бес Уважених матера. Уважене матере нападају Ракис, уништавајући планету и све пешчане црве − осим једног са којим су Бенегесериткиње побегле. Оне намеравају да удаве црва у мешавини воде и зачина, претварајући га у пешчане пастрмке која ће тајну бенегесеритску планету Капитол претворити у још једну Дину, али са колективном свешћу божанског цара разблаженом у само једном пешчаном црву, заувек ослобађајући човечанство из сенке његове пророчке визије.

## Историја објављивања
Френк Херберт је написао већи део почетног нацрта Јеретика Дине на Хавајима, користећи Compaq процесор текста. Према његовом сину Брајану, време које је Херберт провео у писању нацрта било је „изузетно напорно и много спорије за њега [Херберта] него иначе, због свог времена које је морао да проведе ван радне собе бринући се о медицинским проблемима моје мајке, Беверли Херберт.”

## Пријем
The New York Times је рангирао Јеретике Дине као 13. најпродаванију фикцијску књигу 1984. године.